# Physalaemus moreirae
Espèce
Synonymes
- Engystomops moreirae Miranda-Ribeiro, 1937
- Physalaemus franciscae Heyer, 1985

Statut de conservation UICN

 DD  : Données insuffisantes
Physalaemus moreirae est une espèce d'amphibiens de la famille des Leptodactylidae.

## Répartition
Cette espèce est endémique de l'État de São Paulo au Brésil. Elle se rencontre jusqu'à 1 200 m d'altitude dans la Serra do Mar,.

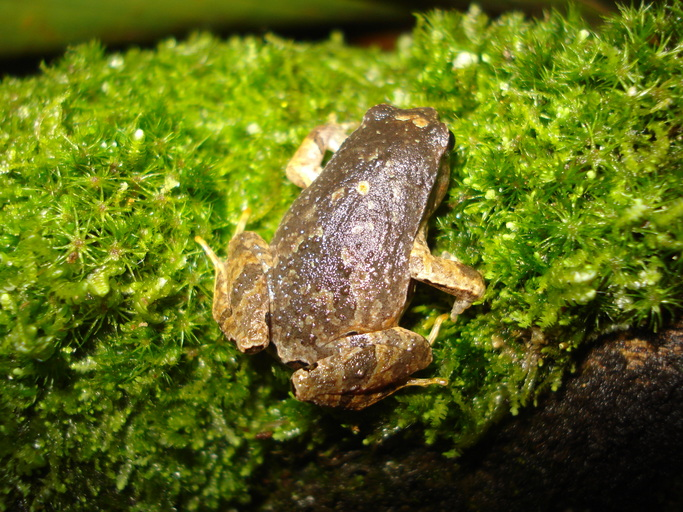

## Étymologie
Cette espèce est nommée en l'honneur de Carlos Moreira (1869-1946).

## Publication originale
- Miranda-Ribeiro, 1937 : Alguns batracios novos das colecções do Museu Nacional. O Campo, vol. 8, p. 66-69.